# Basiel Wambeke
Basiel Wambeke, né le 27 février 1927 à Outrijve (Flandre-Occidentale) et mort le 7 février 2003 à Courtrai, est un coureur cycliste belge, professionnel de 1947 à 1957.

## Palmarès
- 1947
  - 2e du Tour des Flandres des indépendants
  - 3e du Grand Prix Maurice Depauw
- 1951
  - Grand Prix Marcel Kint
  - Stadsprijs Geraardsbergen
- 1952
  - 3e du Kuurne-Bruxelles-Kuurne
- 1953
  - Nokere Koerse
- 1955
  - Aalter-Bruxelles

## Résultats sur les grands tours

### Tour d'Italie
1 participation
- 1953 : abandon